# Paweł Tarnowski (żeglarz)

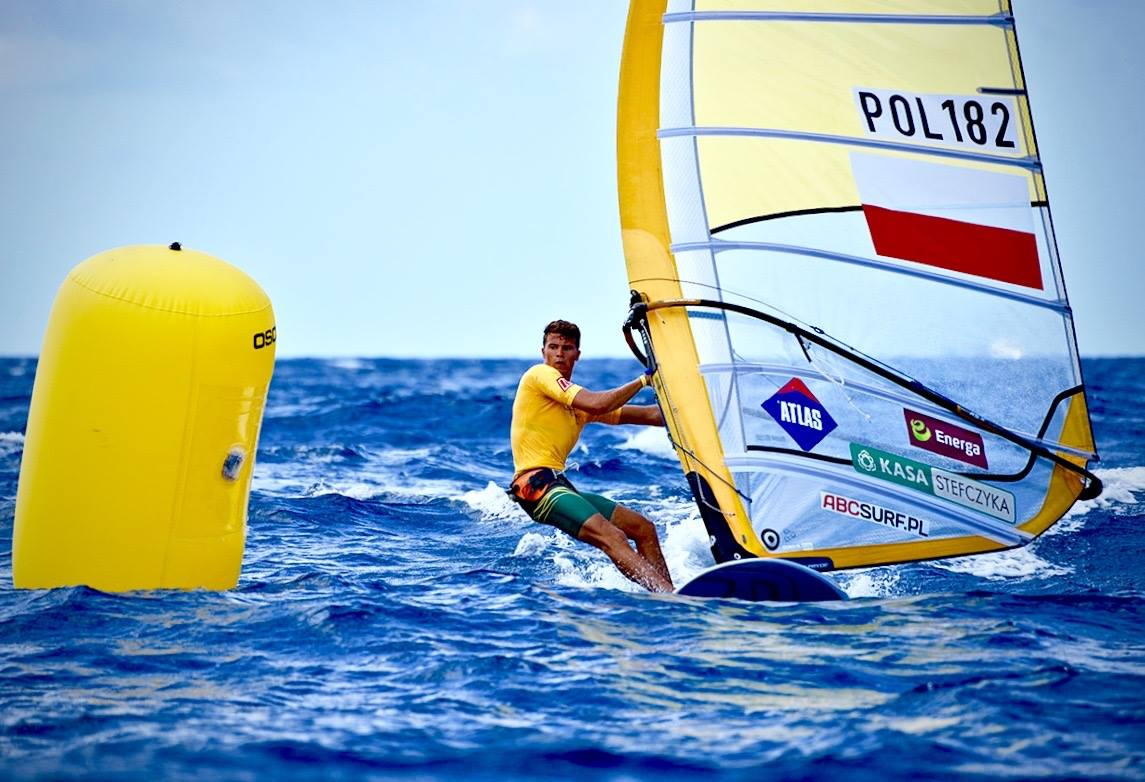
Paweł Tarnowski w Mondello na Sycylii w czerwcu 2015.
Zdjęcie: Paweł Paterek.

Paweł Tarnowski (ur. 3 kwietnia 1994 w Gdyni) – polski żeglarz, windsurfer, także w klasie RS:X, oraz kitesurfer, od 2008 r. w reprezentacji polski juniorów, od 2013 w reprezentacji seniorów.

## Życiorys
Paweł Aleksander Maria Tarnowski urodził się 3 kwietnia 1994 jako syn Jacka Tarnowskiego i Moniki z domu Wanickiej, bratanek Tomasza, Dyscypliny żeglarskie uprawiał w Sopockim Klubie Żeglarskim od 2004 r. w kategorii młodzików trenowany przez Grzegorza Mańkuckiego, w kategorii juniorów od r. 2007 trenowany przez Macieja Dziemiańczuka, należał do reprezentacji Polski juniorów. W 2013 rok przeszedł do Kadry Narodowej Seniorów, trenowanej przez Pawła Kowalskiego. W początku 2014 r. znalazł się w klubie Energa Sailing Team Poland w klasie RS:X Tarnowski czasami występuje jako model, m.in. w kampanii firmy Atlas, w r. 2015 pojawił się na okładce płyty „Superheroes: Chapter One – Courage” zespołu Orchestral Synthphonia w składzie Krzysztof Kus oraz Clarence Yapp i Matthew Stelmach. 8 października 2016 wystąpił na pokazie mody w ramach Sopot Wave reklamując stroje marki Patagonia; a w lipcu 2018 w kampanii Vistula z pasją. W lutym 2017 ukończył studia na Wydziale Zarządzania i Ekonomii Politechniki Gdańskiej. W roku 2019 do grona jego trenerów dołączył Przemysław Miarczyński.

## Zdobyte medale
Lista na podstawie źródeł:
| Rok  | Pozycja | Klasa                          | Zawody |
| 2024 |         | RS:X Hydrofoil                 | Mistrzostwa Europy iQFOiL 2024 – 2024 iQFOiL European Championship Cagliari na Sardynii 5-11 października 2024                                  |
| 2024 |         | RS:X Hydrofoil                 | 53 regaty o Puchar Księżniczki Zofii – El Trofeo S.A.R. Princesa Sofía w Palma de Mallorca na Majorce 1-6 kwietnia 2024                         |
| 2024 |         | RS:X Hydrofoil                 | 2024 iQFOIL Senior and Youth & Junior Games w Kadyksie 4-9 marca 2024                                                                           |
| 2024 |         | RS:X Hydrofoil                 | Lanzarote iQFOIL International Games 2024 26 stycznia-3 lutego 2024                                                                             |
| 2023 |         | RS:X Hydrofoil                 | Lanzarote iQFOIL International Games 2023 23-28 stycznia 2023                                                                                   |
| 2022 |         | RS:X Hydrofoil                 | 2022 iQFoil International Games in Terceira - Azores Islands 14-19 listopada 2022                                                               |
| 2019 |         | RS:X                           | XIV Andalusian Olympic Week Bay of Cadiz w Kadyksie 3 marca 2019                                                                                |
| 2018 |         | RS:X                           | Konsal Formula Windsurfing European Championships 2018 w Pucku                                                                                  |
| 2018 |         | RS:X Hydrofoil (Hydroskrzydło) | Konsal Formula Windsurfing European Championships 2018 w Pucku                                                                                  |
| 2018 |         | RS:X                           | 49 regaty o Puchar Księżniczki Zofii – El Trofeo S.A.R. Princesa Sofía w Palma de Mallorca na Majorce 7 kwietnia 2018                           |
| 2018 |         | RS:X                           | XIII Andalusian Olympic Week Bay of Cadiz w Kadyksie 1 marca 2018                                                                               |
| 2017 |         | RS:X                           | Puchar Świata w Żeglarstwie w Gamagōri w Japonii 22 października 2017                                                                           |
| 2017 |         | RS:X                           | 48 regaty o Puchar Księżniczki Zofii – El Trofeo S.A.R. Princesa Sofía w Palma de Mallorca na Majorce 1 kwietnia 2017                           |
| 2017 |         | RS:X                           | Regaty XVII Carnival Trophy w El Puerto de Santa María                                                                                          |
| 2016 |         | RS:X                           | 2016 RS:X European Windsurfing Championships & Open Trophy w Helsinkach w Finlandii 9 lipca 2016                                                |
| 2016 |         | RS:X                           | ISAF Sailing World Cup – Puchar Świata w Żeglarstwie ISAF w Hyères we Francji                                                                   |
| 2016 |         | RS:X                           | 47 regaty o Puchar Księżniczki Zofii – El Trofeo S.A.R. Princesa Sofía w Palma de Mallorca na Majorce 2 kwietnia 2016                           |
| 2015 |         | RS:X                           | RS:X European Championship – Mistrzostwa Europy w żeglarstwie w klasie RS:X w Mondello na Sycylii                                               |
| 2015 |         | RS:X                           | Delta Lloyd Regatta – zaliczane do Pucharu Europy w Żeglarstwie (klasa RS:X) w r. 2015, Medemblik w Holandii                                    |
| 2014 |         | RS:X                           | Copa Brasil de Vela – Puchar Brazylii w Żeglarstwie, Rio de Janeiro, Brazylia                                                                   |
| 2014 |         | RS:X                           | Delta Lloyd Regatta – zaliczane do Pucharu Europy w Żeglarstwie (klasa RS:X) w r. 2014, Medemblik w Holandii                                    |
| 2014 |         | RS:X                           | ISAF Sailing World Cup Hyeres – Puchar Świata, w Hyères we Francji                                                                              |
| 2014 |         | RS:X U-21                      | 2014 ISAF Sailing World Championships – Mistrzostwa Świata w Żeglarstwie w r. 2014 (klasa RS:X kategoria U-21), Santander w Hiszpanii           |
| 2014 |         | RS:X U-21                      | Mistrzostwa Europy w Żeglarstwie w 2013 r.(klasa RS:X kategoria U-21), Cesme w Turcji                                                           |
| 2013 |         | RS:X                           | Delta Lloyd Regatta – zaliczane do Pucharu Europy w Żeglarstwie (klasa RS:X) w r. 2013, Medemblik w Holandii                                    |
| 2013 |         | RS:X U-21                      | RS:X World Championships – Mistrzostwa Świata w Żeglarstwie w r. 2013 (klasa RS:X kategoria U-21), Buzios w Brazylii                            |
| 2013 |         | RS:X U-21                      | RS:X European Championship – Mistrzostwa Europy w Żeglarstwie w 2013 r.(klasa RS:X kategoria U-21), Brest we Francji                            |
| 2014 |         | RS:X                           | Andalusian Olympic Week w Żeglarstwie w 2014 r. Kadyks w Hiszpanii (klasa RS:X), także 2. miejsce w Mistrzostwach Hiszpanii, Kadyks w Hiszpanii |
| 2012 |         | RS:X U-21                      | RS:X Youth World Championships – Młodzieżowe Mistrzostwa Świata w klasie RS:X w r. 2012, Penghu na Tajwanie                                     |
| 2012 |         | RS:X                           | Mistrzostwa Europy w Żeglarstwie (klasa RS:X w kategorii juniorów) w r. 2012, Talin w Estonii                                                   |
| 2012 |         | RS:X U-21                      | RS:X European Championship – Mistrzostwa Europy w Żeglarstwie (klasa RS:X kategoria U-21), Madera Portugalia                                    |
| 2012 |         | RS:X U-21                      | Mistrzostwa Europy w Żeglarstwie w 2012 r.(klasa RS:X kategoria U-21), Kadyks w Hiszpanii                                                       |
| 2011 |         | RS:X                           | RS:X Youth World Championships – Młodzieżowe Mistrzostwa Świata w klasie RS:X w r. 2011, Sardynia, Włochy                                       |
| 2011 |         | RS:X                           | Mistrzostwa Europy w Żeglarstwie w 2011 r.(klasa RS:X kategoria juniorów), Burgas w Bułgarii                                                    |
| 2010 |         | RS:X                           | Volvo Youth Sailing ISAF World Championship – Młodzieżowe Mistrzostwa Świata ISAF w r. 2010 (klasa RS:X), Stambuł w Turcji                      |
| 2010 |         | RS:X                           | RS:X Youth World Championships – Młodzieżowe Mistrzostwa Świata w klasie RS:X, Limassol na Cyprze                                               |
| 2010 |         | RS:X U-17                      | RS:X Youth World Championships – Młodzieżowe Mistrzostwa Świata, Limassol na Cyprze                                                             |
| 2010 |         | RS:X U-17                      | Mistrzostwa Europy w Żeglarstwie w 2010 r.(klasa RS:X kategoria juniorów), Sopot                                                                |
| 2010 |         | RS:X                           | Mistrzostwa Hiszpanii w r. 2010, Kadyks w Hiszpanii                                                                                             |
| 2008 |         | Techno 293                     | Techno 293 Under 17 World Championships – Mistrzostwa Świata w r. 2008, Sopot                                                                   |
| 2007 |         | Techno 293                     | Techno 293 Under 17 World Championships – Mistrzostwa Świata w r. 2007, Formentera, Hiszpania                                                   |
| 2007 |         | Techno 293                     | 3. miejsce w Mistrzostwach Europy, Kadyks w Hiszpanii                                                                                           |
| 2006 |         | Techno 293                     | 1. miejsce w Mistrzostwach Francji w r. 2006, Bandol we Francji                                                                                 |

## Pozostałe osiągnięcia
2019
- 1. miejsce Mistrzostwa Polski, Gdynia, 28 lipca 2019[77].
- 1. miejsce Windmagedon, Kuźnica, 27 października 2019[78].

2016
- 1. miejsce Puchar Prezydenta Sopotu – SKZ Ergo Hestia Sopot, 19 czerwca 2016[79].

2014
- 2. miejsce Puchar PZŻ, Puck[80]
- 3. miejsce Mistrzostwa Polski WAVE, Ustka[81]
- 1. miejsce Mistrzostwa Polski, Gdańsk[82][83]
- 1. miejsce Mistrzostwa Polski Młodzieżowe, Gdańsk
- 1. miejsce Długodystansowe Mistrzostwa Polski, Sopot

2013
- 1. miejsce, Długodystansowe Mistrzostwa Polski, Mrągowo[84]
- 2. miejsce, Mistrzostwa Polski Młodzieżowe, Gdańsk
- 1. miejsce, Mistrzostwa Polski Formuła młodzieżowiec
- 1. miejsce, Mistrzostwa Polski SLALOM młodzieżowiec
- 2. miejsce Puchar PZŻ, Puck[85]

2012
Klasa RS:X JUNIOR
- 1. miejsce, Mistrzostwa Polski Seniorów[86]
- 1. miejsce, Mistrzostwa Polski Młodzieżowe
- 1. miejsce, Długodystansowe Mistrzostwa Polski
- 1. miejsce, Mistrzostwa Polski Formuła młodzieżowiec
- 1. miejsce Puchar PZŻ, Puck[87]

2011
- 1. miejsce, Mistrzostwa Polski
- 1. miejsce, Mistrzostwa Polski Młodzieżowe
- 1. miejsce, Długodystansowe Mistrzostwa Polski
- 2. miejsce, Mistrzostwa Polski Formuła młodzieżowiec
- 2. miejsce, Mistrzostwa Polski SLALOM młodzieżowiec
- 1. miejsce Puchar PZŻ, Puck

2010
Klasa RS:X
- 2. miejsce, Mistrzostwa Polski Seniorów
- 1. miejsce, Mistrzostwa Polski[88]
- 1. miejsce Puchar PZŻ, Puck

2009
Klasa RS:X
- 2. miejsce, Mistrzostwa Polski
- 3. miejsce Puchar PZŻ, Puck

2008
Klasa RS:X
- 2. miejsce, Mistrzostwa Polski
- 1. miejsce Puchar PZŻ, Puck

2007
Klasa BIC TECHNO (Techno 293 Class.)
- 1. miejsce, Mistrzostwa Polski[89]

### Wyróżnienia
Na Sopockiej Gali Sportu został wyróżniony tytułem Młodzieżowego Sportowca za dokonania w roku 2010 i 2011 i za rok 2013 i „Młodzieżowy Sportowiec Roku” na Pomorskiej Gali Żeglarstwa w 2013 r. Został wyróżniony tytułem najlepszego sportowca Sopotu za rok 2016.